# 신유샤
신유샤(일본어: 晋遊舎（しんゆうしゃ）)는 일본의 출판사로, 정식 명칭은 주식회사 신유사(株式会社晋遊舎)이다. 현재 다케다 요시테루(武田義輝)가 대표 이사를 맡고 있다.
한국과 일본 양국에서 물의와 화제를 낳은 만화 혐한류를 발행한 출판사이며, 혐한류를 출판한 이후에도 지속적으로 반한 성향의 만화와 서적을 출판하고 있다. 우익, 특히 종래의 우익이 아닌 인터넷을 중심으로 활동하는 이른바 네토우요의 영향이 짙으며, 일본에서 출판된 혐한 성향의 서적 출판과 한국에서 출판된 반일 성향의 서적(혐한류의 반발로 출간된 만화가 김성모의 혐일류 등)을 일본어로 번역하여 출판하는 것이 특징이다. 2007년 3월 23일 발행한 《반일만화의 세계》라는 책에서는 태평양 전쟁기간동안 강제연행되었던 조선인들의 강제연행사실을 전면 부인하고, "돈벌러온 노동자"로 단정하는 등 역사적 사실을 무시한 기술로 파문을 일으켰다.
반한 감정 이외에도 아사히 신문 등 일본의 진보 성향 언론사에 대한 공격도 현저하여 만화 일교조(マンガ日狂組)등의 책을 출판하고 있으며, 맛의 달인의 작가인 가리야 데쓰 등 과거 전공투 운동에 참여한 진보 성향의 작가들도 비판하고 있다. 그외에 혐한성향의 유저가 많은 니코니코 동화(動畵)의 팬매뉴얼집, 정치사상과 관계없는 게임지,컴퓨터 잡지도 간행하고 있다.